# Adriana Haydeé Contreras Peruyero
Adriana Haydeé Contreras Peruyero es una investigadora mexicana reconocida por su propuesta de un método para el monitoreo e identificación de microorganismos y su resistencia a los antibióticos.

## Método de Monitoreo e Identificación de Microorganismos
El método propuesto por Contreras Peruyero y su equipo se basa en el análisis avanzado de datos y biomatemáticas para identificar y rastrear la propagación de microorganismos resistentes a los antibióticos. Esta herramienta no solo permite detectar la presencia de bacterias patógenas, sino también determinar su origen y evaluar su nivel de resistencia a los tratamientos disponibles.
La innovación y eficacia de este método  le llevaron a recibir el galardón CAMDA en Lyon, Francia.